# بوكوفينا
منطقة تاريخية تقع حاليا في مولدافيا شرق أوروبا.